# Konsonans
Konsonans (Latin: com-, "med" + sonare, "att låta"), är inom musikteori ett musikaliskt intervall, harmoni eller ackord som av flertalet människor upplevs som välljudande. Motsatsen är dissonans.